# Sylwester Arnau y Pasqüet
Sylwester Arnau y Pasqüet (ur. 30 maja 1911 w Berguedà; zm. 13 sierpnia 1936 w Pallars Jussà) – hiszpański Błogosławiony Kościoła katolickiego.

## Życiorys
Przyszedł na świat 30 maja 1911 r. w bardzo religijnej rodzinie. Gdy poczuł powołanie do życia zakonnego wstąpił do seminarium i po kilku latach otrzymał święcenia kapłańskie. Został zamordowany podczas wojny domowej w Hiszpanii.
Został beatyfikowany przez Benedykta XVI 29 października 2005 r.